# Стопа (міра довжини)
Стопа́ (нім. Fuß (Einheit), фр. pied (unité)) — міра довжини, основу якої становила спершу природна міра — довжина людської стопи.
До введення метричної системи вживалася у різних країнах і мала різні величини; на українських землях за княжої доби приблизно 300 мм, у Великому Литовському князівстві — 324 мм, у Польщі (С. коронна) — 297,8 мм, у Російській імперії — 305 мм, в Австрії — 316 мм.
У Галичині у 1787—1856 роках застосовувалась міра довжини стопа галицька чи львівська у 297,7 мм.
Стопа рівнялась половині ліктя.
У світі з мір довжини, пов'язаних з людською ступнею, зберігся фут в англомовних країнах.